# Heyoule
Heyoule, ook wel, naar de oprichter ervan, Charles Tihon genoemd, is een natuurgebied ten oosten van Eben en de Jeker in de gemeente Bitsingen.
Het gebied meer 3,8 ha en wordt beheerd door Natagora.
Het is het eerste natuurreservaat dat op het Belgische deel van de Sint-Pietersberg werd opgericht, en wel in 1973. Er zijn enkele voormalige vuursteengroeven en daarnaast treft men er kalkrijke graslanden aan. Deze herbergen zeldzame plantensoorten, waaronder bijenorchis en groene nachtorchis. Ook zuidelijke insectensoorten, waaronder solitaire bijensoorten, komen er voor. In de voormalige groeven huizen vleermuizen. Verder kunnen das en rugstreeppad worden genoemd.